# Jack Ruby
Leon Jack Ruby (születési nevén Jacob Leon Rubenstein) (Chicago, Illinois, 1911. április 25. – Dallas, Texas, 1967. január 3.) amerikai bártulajdonos, Lee Harvey Oswald gyilkosa.

## Élete
Ortodox zsidó családban született Chicagóban. Szülei Lengyelországból emigráltak az Egyesült Államokba. Apja ács volt, aki nem vetette meg az alkoholt, anyja írástudatlan volt. Chicago nyomornegyedeiben ismerkedett meg a fajgyűlölettel, ami érzékenyen érintette. Családja elviselhetetlen volt számára, apját többször is letartóztatták garázdaság miatt, míg anyjának dührohamai voltak, később elmegyógyintézetbe is került emiatt. Ruby kerülte az iskolát, ezért 11 éves korában a Zsidó Szociális Gondozó a Fiatalkorúak Intézetébe küldte, ahol testvéreivel együtt másik családhoz adták gyámságba. Ruby nem részesült megfelelő neveltetésben, és mindössze nyolc osztályt végzett el.
Az iskola után az alvilági élet felé fordult, 1933-ban énekes pincér lett egy étteremben a nyugati parton. Négy év múlva visszatért Chicagóba, ahol alkalmi munkákból élt, többek között toborzóként dolgozott egy maffiához köthető szakszervezetnél. 1943-ban behívták a Légierőhöz. Kezdetben öt hétig a Long Island-i Farmingdale-ben szolgált, ezek után déli támaszpontokra került, ahonnan 1946 februárjában őrvezetői rangból szerelt le. 1947-ben Dallasba költözött éjjeli mulatót működtető nővéréhez. Ekkorra már ellentmondásos személyiségként ismerték: többször került összeütközésbe a törvénnyel, egyesek kegyetlennek, mások szelíd és rendes embernek tartották. Bár hivatalosan tagadták, de feltehetően összeköttetésben állt az FBI-jal. Otthonosan mozgott a bűnözők világában, szoros kapcsolatot ápolt hírhedt személyekkel, valamint a dallasi rendőrséghez is bizalmas viszony fűzte. 1947-1959 között sikertelenül próbálkozott több dallasi lokál felvásárlásával. 1953-ban megvette a „Vegas Club”-ot, majd 1959-ben a „Sovereign Club”-ot, melyet „Carousel”re keresztelt át. Mind a két létesítmény sztriptízbárként üzemelt, ezeket még Oswald meggyilkolásakor is vezette. Nightclubjaiban rendszeresen vendégül látta a helyi rendőröket, ezzel korrumpálva őket. Nem vallott semmilyen politikai nézetet.

## Az Oswald-gyilkosság előzményei
Lee Harvey Oswald 1963. november 22-én feltételezhetően meggyilkolta Kennedy amerikai elnököt. Oswaldot nem sokkal ezután elfogták, és a rendőrségen szigorú biztonsági intézkedéseket léptettek életbe, így nem volt könnyű bárkinek is hozzáférni. Őrök álltak a lifteknél és a lépcsőházi feljáróknál, mindenkit ellenőriztek, az újságírók is csak sajtóigazolvánnyal igazolhatták magukat, akit pedig felengedtek Oswaldhoz az első emeletre, az külön belépőt kapott. Ennek ellenére, valószínűleg a rendőrökkel ápolt jó kapcsolatának köszönhetően Ruby péntek éjjel feljutott Oswaldhoz (a Warren-bizottság jelentése szerint). Amikor bemutatták az elnök és Tippit rendőr feltételezett gyilkosát a sajtó képviselőinek, Ruby azok közé tartozott, akik kijavították Wade kerületi ügyészt, miszerint Oswald nem a Szabad Kubáért Bizottság tagja, hanem a Becsületes Elbánást Kubával Bizottságé. A jelentés szerint Ruby Oswald meggyilkolása előtt csak ekkor került kapcsolatba a merénylet eseményeivel.
Seth Kantor hosszú ideig dolgozott Dallasban a Scripps-Howard lapok washingtoni riportereként. A gyilkosság idején már öt éve ismerte Rubyt, ha csak felületesen is. Kantor azt állította, hogy Rubyt is látta a Parkland kórházban, ahol ő és több újságíró tartózkodott Kennedy halálának bejelentésekor. Kantort tapasztalt, megbízható újságírónak ismerték, aki pontos, részletes beszámolót adott a találkozásról. A bizottság szerint azonban „Kantor csak egy-két perccel 1 óra 30 perc előtt vagy után lehetett a kórházban, s ezért nem valószínű, hogy látta Rubyt.”
Kennedy meggyilkolása után az összes rendőrautót a helyszínre vezényelték, Tippit kivételével, akinek az Oak Cliff körzetbe kellett mennie. Tippit mégis a gyilkosság helyszínéről jelentkezett be, a rádióügyeletes megdöbbenésére, de akkor már azt a parancsot kapta, hogy maradjon a helyszínen. Ez idő alatt a rendőrségi rádiót végig zavarták.
Tippit rendőr meggyilkolásakor a szemtanúk két embert láttak a helyszínen, az egyik egy köpcös ember volt, feltételezhetően Ruby, a másik pedig Igor Vaganov. A három ember (Oswald, Ruby és Vaganov) egy mérföldön belül laktak a gyilkosság helyszínétől, és ismerték is egymást. A rendőrségi körözést Oswald személyleírása alapján adták ki (azonosítatlan rendőrautóból), mely szerint a körözött személy megölt egy rendőrt, és fegyver is volt nála. Oswald a Texas moziba ment, ahol alig 10-20 ember tartózkodott. A kiérkező rendőrök előbb egy nézőt motoztak meg a tizedik sorban, aztán fogták el Oswaldot. A terv szerint valószínűleg ekkor akarták őt agyonlövetni Ő azonban (bár verekedett a rendőrökkel) fegyverhasználatra nem adott okot, ezért másik tervet kellett kitalálni.

## A gyilkosság

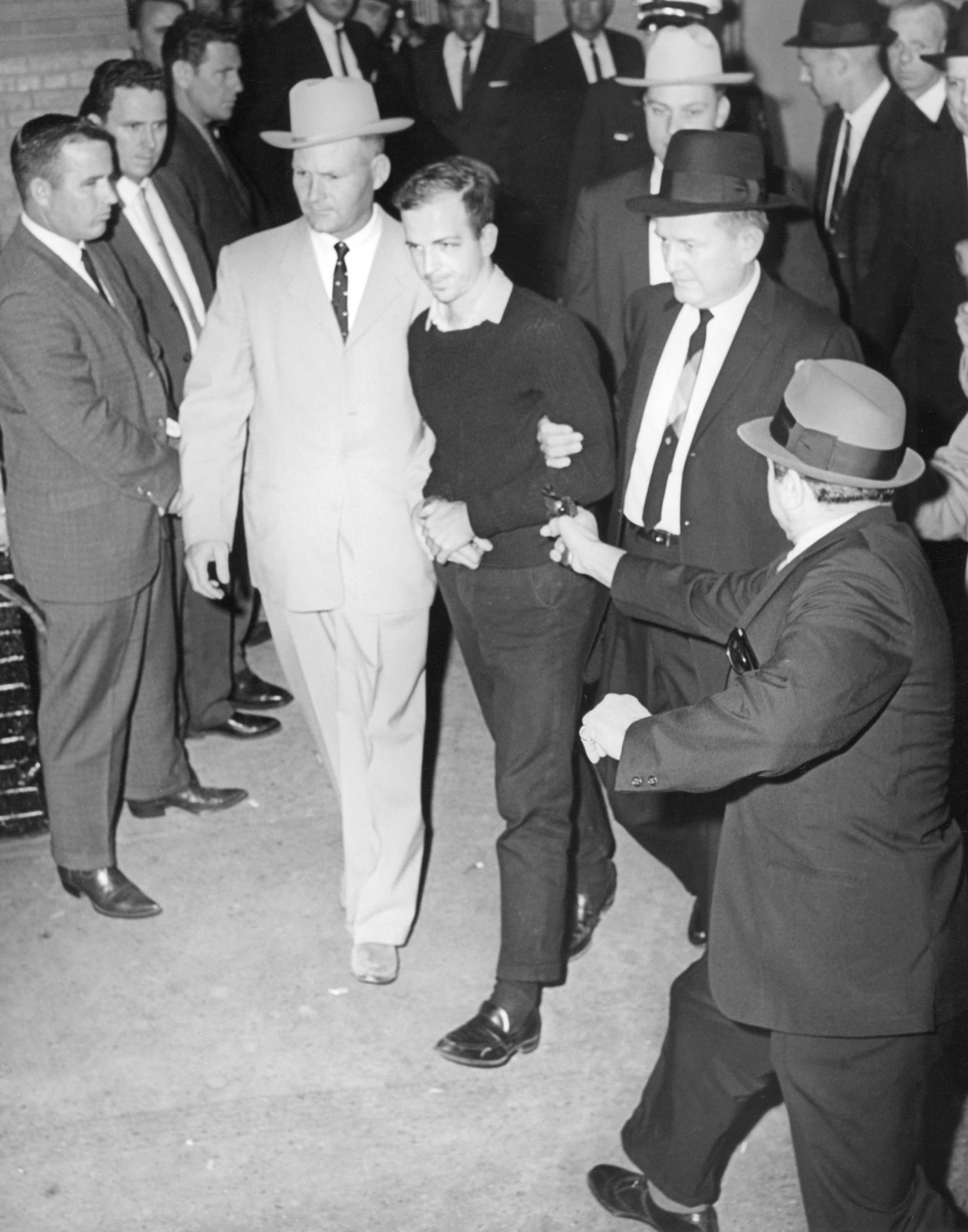
Oswald lelövése

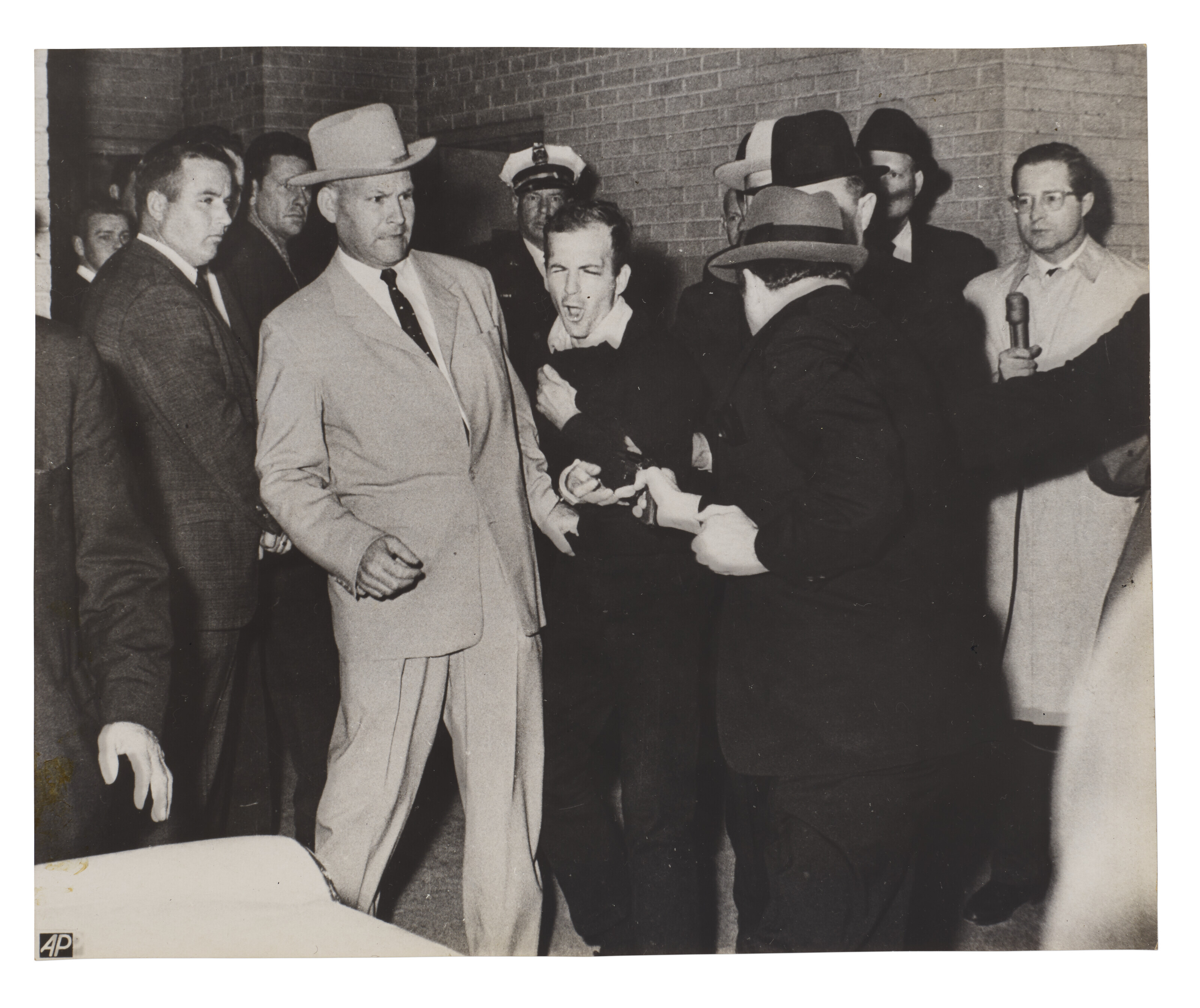
Robert H. Jackson Pulitzer-díjas felvétele a gyilkosságról

Oswald börtönbe került, ezért nehéz volt bárkinek is a közelébe férkőznie. Az egyetlen alkalmat a likvidálására a vasárnap délelőtt jelentette, amikor a rendőrség a dallasi főkapitányságról a megyei börtönbe szállította át. Ez volt az egyetlen időpont, amikor Ruby szemtől szembe kerülhetett Oswalddal. Az átszállításra azonban nem tűztek ki meghatározott időpontot. Curry rendőrfőnök előző éjjel a riportereknek adott interjújában úgy tájékoztatott, hogy délelőtt 10 óra környékén kerül sor az átszállításra, de Oswaldot csak 11 óra 20 perckor vezették ténylegesen elő. Ruby később a Warren-bizottságnak tett vallomásában azt állította, hogy csak vasárnap reggel határozta el, hogy végez Oswalddal. Mások állítása szerint viszont már péntek este óta foglalkozott a gondolattal. (Ennek abból a szempontból is nagy a jelentősége, hogy előre megfontolt szándék vagy hirtelen elhatározás vezérelte, mivel a két elkövetési mód büntetési tétele is különböző.) Vasárnap reggelre azonban már biztosan ez volt a szándéka, mivel úgy ment el otthonról, hogy magával vitte a pisztolyát, amit egyébként autójában tartott.
A riporterek már délelőtt tíz órakor a főkapitányságon voltak, Ruby azonban nem kapkodott, mindössze 11 előtt pár perccel indult el otthonából, bár ekkorra már az eredeti tervek szerint elvileg átszállították volna Oswaldot. Mialatt a rendőrségen az utolsó lépéseket végezték az átszállításhoz, Ruby a városközpontba ment autójával, ahol egy távíróhivatal előtt parkolt le, mindössze kb. száz lépésre a rendőr-főkapitányságtól. Levéltárcáját és abban minden okmányát az autó csomagtartójába tette, majd bement a hivatalba, és 25 dollárt adott fel egy alkalmazottjának, aki előleget kért tőle. A felvevő tisztviselő 11 óra 17 perckor bélyegezte le a vevényt.
Ezalatt vitték le Oswaldot Fritz százados irodájából az alagsorba. A távíróhivatal tisztviselője szerint Ruby a pénz feladása után egyenesen a kapitányság felé vette az irányt, 11 óra 18-19 perc körül. Oswaldot egy percre rá, 11 óra 20 perckor vezették ki az alagsori börtönirodából, Ruby pedig mindössze egyetlen perc múlva, 11 óra 21-kor lelőtte, ami pontos időzítésre utal, mivel épp akkor ért oda, amikor Oswald nagyon sebezhető volt mivel két detektívhez volt bilincselve. Feltételezhető, hogy ha már 10 órakor a helyszínen lett volna, több mint egy óra alatt szemet szúrt volna valakinek még a fogoly elővezetése előtt, viszont ha pár perccel később indul el otthonról, vagy több időt tölt a hivatalban, akkor pedig lekéste volna Oswald elővezetését. Ezek után vált kérdésessé, hogy előre megtervezett gyilkosságról volt-e szó.

## A Warren-bizottság előtt
Ha pedig így időzítették, valaki hibát követett el a főkapitányságon, amikor megadta, mikor fogják lehozni Oswaldot.
Ruby maga is célzott rá a Warren bizottság előtt, hogy hibásan adták meg az átszállítás időpontját. A bizottság szerint Ruby a mintegy 1200 dallasi rendőr közül nem ismert többet 25-50-nél, máshol viszont azt állítja, hogy a rendőrség régebbi és akkori tagjainak, valamint Ruby alkalmazottainak és ismerőseinek közléséből kiderül, hogy Rubynak jóval több barátja van a rendőrségen, mint bármelyik átlagembernek. Arra viszont, hogy Ruby kedvezményeket kért volna az ismerős rendőrtisztektől, vagy netán megfenyegette volna őket, nincs hiteles bizonyíték.
Az 1964. június 7-i dallasi kihallgatása során Ruby egyszer felszólította Decker seriffet és a teremben lévőket, hogy hagyják el a termet, majd azt kérte, hogy eljuthasson Washingtonba, ha meg akarják tudni az igazat. Valószínűsíthető, hogy többet tudott, mint amit elmondott, mivel félt, hogy a hozzá közel állókon torolják majd meg, amit mond.

## Dorothy Kilgallen
1964 tavaszán került sor Ruby tárgyalására Dallasban, ahol több száz újságíró jelent meg. Köztük volt az Egyesült Államok egyik leghíresebb újságírónője, Dorothy Kilgallen, a New York Journal-American népszerű munkatársa, a „The Voice of Broadway” (A Broadway hangja) című napi pletykarovat szerkesztője, aki értékes kapcsolatokkal rendelkezett a politikai és a művészvilágban egyaránt. Dallasból írt cikkében azt állította, hogy ha Wade kerületi ügyész akarná, tanúkat szerezhetne, akik bizonyítanák, hogy Ruby és Oswald ismerték egymást. A nő személyesen is ismerte Rubyt, és egyedül ő kapott rá engedélyt, hogy négyszemközt készíthessen hosszabb riportot vele, amely február 22-én jelent meg. Az interjú idézte Rubynak a következő mondatait: „Ideges vagyok és félek. Úgy érzem, közeledik valami, nem tudom, hogy mi. Talán az a pont, ahol az ember széttörik. Talán, nem tudom....” A négyszemközti beszélgetés után napokig nem jelent meg a tárgyalóteremben.
1964. augusztus 20-án Dorothy Kilgallen nyilvánosságra hozta annak a vallomásnak a teljes jegyzőkönyvét, amelyet Jack Ruby tett a Warren-bizottság előtt. A cikk pontokban sorolta fel Ruby fontosabb kijelentéseit.
- „1. Ruby kijelentette a főbírónak, hogy az elnök meggyilkolása egy összeesküvés eredménye volt, azonban ő (Ruby) abban nem vett részt.”
- „2. Megkerülte a közvetlen választ arra a kérdésre, hogy vajon Tippit rendőr és a két másik személy találkozott-e Ruby Carousel nevű mulatójában röviddel a gyilkosság előtt.”

A dokumentumok hitelesek voltak. Az FBI nagyszabású nyomozásba kezdett az ügyben. Dorothy néhány hónap múlva ismét New Orleansba érkezett, hogy találkozzon Guy Bannisterrel, (az FBI volt különleges ügynökével és a városi rendőrség volt helyettes főnökével), de Bannister időközben elhunyt szívroham következtében. 1965. november 4-én ezt mondta barátainak: „Öt napon belül napvilágra hozom ezt az egész (Kennedy) ügyet.” Ám négy nap múlva a New York Journal-American első oldalán közölte a gyászjelentést, miszerint Dorothy Kilgallen elhunyt. A rendőri jelentés szerint alkoholra bevett nagy mennyiségű altató okozta a halálát. Készülő cikksorozatának dokumentumait és feljegyzéseit sem otthonában, sem a szerkesztőségben nem találták meg.

## Halála
Ruby a Warren-bizottságnak is könyörgött, hogy vigyék el Dallasból, mert életveszélyben érezte magát. Az FBI a texasi hatóságokat vádolta, de miután azok megfenyegették őket, hogy kitálalnak az ügyben, miszerint J. Edgar Hoover célpontja Robert F. Kennedy volt, akit el akart volna távolíttatni az Igazságügy-minisztériumból, az FBI abbahagyta a dallasi nyomozást, a nyomozóik egy részét pedig megkezdett kihallgatások félbeszakítására, félig kész jegyzőkönyvek abbahagyására utasították.
Rubyt 1964. március 5-én halálra ítélték, ám 1966. október 5-én Texas állam Fellebbviteli Bírósága a per formai hibáira hivatkozva megsemmisítette az ítéletet, és elrendelt egy új tárgyalást az ügyben, melynek helyszínéül Wichita Falls várost jelölték meg. A tárgyalást 1967 februárjára tűzték ki. Bírói utasításra Rubyt már 1966. december 15-én át kellett volna szállítani Dallasból a tárgyalás helyszínére, aki ekkorra már két évet töltött a börtönben, és bár 1964-ben még makacsul hallgatott, bízva pártfogói közbenjárásában, ekkorra már nem számíthatott segítségre.
A dallasi börtön különleges, ablak nélküli, speciálisan őrzött 6 M cellájában 1966. december 9-én Ruby váratlanul rosszul lett, 48 órával azután, hogy a dallasi hatóságok kézhez kapták a bírói végzést: Rubyt december 15-én át kell szállítani. Úgy vélték, Ruby csak náthában szenved, és meg fog gyógyulni, így átszállítható. Dr. Callahan, a börtönorvos otthon értesült róla, hogy Ruby hirtelen rosszul lett, és „rendkívül súlyos állapotára való tekintettel” Bill Decker seriff elrendelte, hogy vigyék a Parkland kórházba, ahol állítólag Kennedy és Oswald is meghalt korábban. Az orvosok rákot diagnosztizáltak nála, és megműtötték. Kevesebb mint egy hónap múlva, 1967. január 3-án Ruby meghalt. Dr. Eugene Frenkel és Dr. Earl Rose, a dallasi megyei kórház orvosai a kórbonctani vizsgálat után megállapították, hogy nem a rák, hanem a műtét következtében kialakult tüdőembólia okozta halálát. Ruby temetésére 1967. január 4-én, Chicagoban került sor.